# Ős-Bikini
Az Ős-Bikini (más néven Nagy Feró és az ős-Bikini, Nagy Feró és a Bikini) magyar rockegyüttes. Utólagosan így nevezik a Bikini együttes 1985-ig tartó időszakát, amikor még Nagy Feró volt a frontember, valamint az utóbbi években hivatalosan is ezen a néven szokott időnként összeállni az akkori tagság.

## Történet
Miután a legendás Beatrice együttes 1981-ben "felfüggesztette működését", a zenekar frontembere, Nagy Feró némileg tanácstalan volt a folytatást illetően, pláne, hogy nem volt éppen a rendszer "kegyeltje".
Először a már korábbról ismert alkotótársával, Waszlavik Lászlóval álltak össze egy Csiga-Biga nevű formációban, amely némileg Vaszi együttesének, az A. E. Bizottságnak jellegzetes, szürrealista stílusát vitte tovább. Ezt követően más zenészekkel társultak, így a Ricse egykori gitárosával, Vedres Józseffel, ill. Feró ismerősével, az addigra megszűnt Dinamit együttes basszusgitárosával, Németh Alajossal, de csatlakozott hozzájuk Lojzi testvére, Németh Gábor, aki a dobok mögé ült, második gitárosként pedig szintén a Dinamitból érkezett, előtte Skorpió együttesben játszó Szűcs Antal Gábor. A csapatnak a Bikini nevet adták.
Kezdetben a Beatrice stílusához hasonló, sajátos punk-rockot játszottak. A koncerteken néhány Beatrice-dalt is eljátszottak, a közönség elvárásai miatt. A Beatricével ellentétben azonban a Bikini megkapta a lehetőséget a nagylemez készítésére, bár az elsőt csak korlátozott példányszámban adták ki.
Szűcs Antal Gábor 1983-ban kilépett, a második album már nélküle készült. 1985-ben Nagy Feró is távozott, a Bikini új énekessel, D. Nagy Lajossal és zeneileg is megújulva folytatta működését. Az alapítók közül ma már csak Németh Alajos tagja az együttesnek, a Nagy Feró-féle időszak dalait koncerteken sem játsszák.
1999-ben újra összeállt az Ős-Bikini egy Petőfi Csarnok-beli koncertre, a Szűcs Antal Gábor nélküli felállásban. Azóta évente néhány koncertet szoktak adni, de általában Németh Alajos nélkül. Kivételt képeztek ez alól az aktuális Bikinivel közös koncertek: 2002-ben a 20 éves jubileum és a Körcsarnokban 2005-ben. Lojzi helyett játszott Zsoldos Tamás és Laczik Fecó is.
2019. szeptember 12-én a Volt egyszer egy Ifipark koncertsorozat keretében az eredeti felállású Ős-Bikini (Lojzival és Szűcs Antal Gáborral) lépett fel a Várkert Bazárban.

## Diszkográfia
| Év   | Album címe         |
| 1983 | Hova lett…         |
| 1984 | XX. századi híradó |
| 1999 | Dupla PeCsa-buli   |

## Külső hivatkozások
- Hivatalos oldal
- Nagy Feró az X-faktor zsűriben
- Privát rocktörténet-sorozat
- Bikini klipek Archiválva 2009. február 20-i dátummal a Wayback Machine-ben
- Bikini: 25 éves évfordulóra új korong
- Egy rajongói honlap
- Index Bikini fórum
- Maróthy György: Közeli helyeken. Bikini 30; FMS Bt., Budapest, 2012